# 1669
Cette page concerne l'année 1669  du calendrier grégorien.
L'année 1669 est une année commune qui commence un mardi.

## Événements
- 18 avril : Aurangzeb, qui cherche à instaurer la sharî'a, interdit la construction de temples hindous et fait détruire les plus récents. Le temple de Vishwanath à Bénarès est démoli en août, suivi par ceux de Keshava Rai à Mathura en janvier 1670 et de Somnāth au Kâthiâwar[1].
- 14 juin, Chine : Kangxi fait arrêter l’un de ses anciens régents et dégrader un autre[2]. Il ordonne la restitution des terres saisies par les Mandchous aux Chinois.
- 20 juin[3] : début de la révolte des Aïnous, population indigène du nord du Japon, menée par Shakushain, appelée par le gouvernement shogunal « Révolte d'Ezo » (1669-1672). Ils sont écrasés par le clan Matsumae[4].

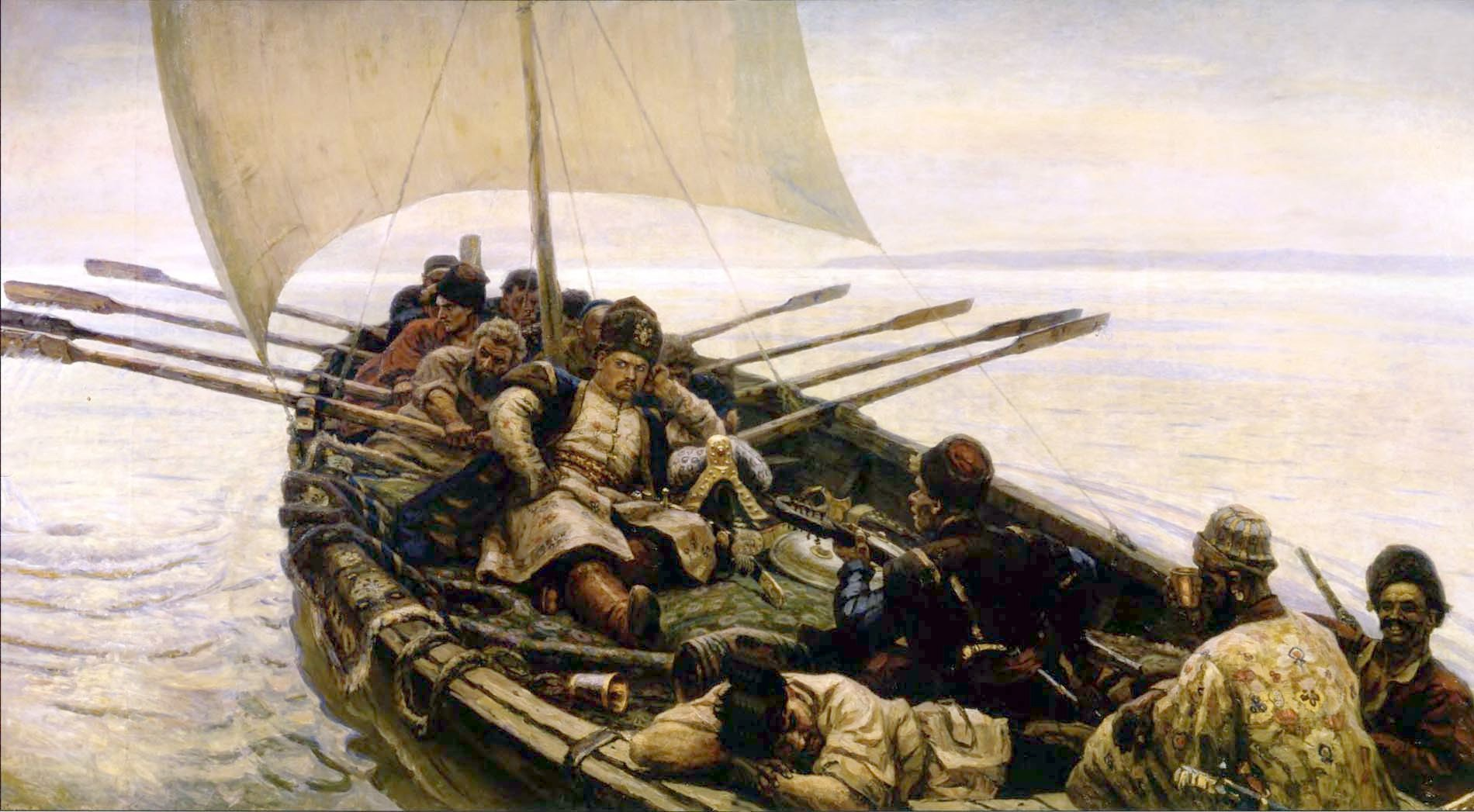
Stenka Razine naviguant sur la Mer Caspienne.

- Juillet : les Cosaques de Stenka Razine s’attaquent à la flotte persane sur la rive orientale de la Caspienne[5].

- Le premier gouverneur de l'île Bourbon Étienne Regnault fonde Saint-Denis[6].
- Révolte des Jats de Mathura contre Aurangzeb, à la suite de la destruction du temple de Mathura. Leur chef Gokla est mis à mort et sa famille est convertie de force à l’islam[7]. Dispersés au sud et à l’est de Delhi, les Jats sont une communauté populaire et guerrière de basse caste d’origine scythe. Leur société est strictement égalitaire.
- Les Français perdent une flotte de neuf navires armés de 2 500 hommes envoyée en Inde dans le but d'en chasser les Hollandais. 500 survivants sont rapatriés par les Hollandais[8].

### Amérique
- 4 février : Jean-Charles de Baas devient gouverneur général des Antilles françaises[9].
- 1er mars : promulgation des Constitutions fondamentales des Carolines[10], rédigées par John Locke, qui mettent en place une aristocratie de type féodal, au sein de laquelle huit « barons » possèdent 40 % des terres de la colonie, que seul l’un d’entre eux pourra gouverner.
- 9 mars : raid fructueux du corsaire anglais Henry Morgan sur l’aire du lac Maracaibo, au Venezuela[11].
- 25 avril : bataille du fort de la Barre. Henry Morgan capture trois navires espagnols en partance pour les Caraïbes au lac Maracaibo[11].
- 6 juillet : départ d’une expédition de Cavelier de la Salle qui découvre l’Ohio[12].

- Fondation du fort de « São José da Barra do Rio Negro », aujourd’hui Manaus, au confluent de l'Amazone et du Rio Negro par les portugais[13].

### Europe
- 25 février, Espagne : le ministre Johann Eberhard Nithard est disgracié, envoyé en ambassade à Rome et remplacé par l’amant de la reine Marie-Anne d'Autriche, Fernando de Valenzuela[14].

- 11 mars : une éruption de l'Etna fait au moins 20 000 morts en Sicile[15].
- 20 mars : réunion du synode de Dordrecht, qui excommunie Jean de Labadie. Chassé de Middelbourg (19 août), Labadie fonde à Amsterdam la secte des labadistes[16].

- 19 juin, Pologne : Michel Korybut Wisniowiecki (1638-1673) est élu roi de Pologne[17].
- Juillet : dernière réunion du Hansetag à Lübeck[18]. Dissolution de la Hanse Teutonique.

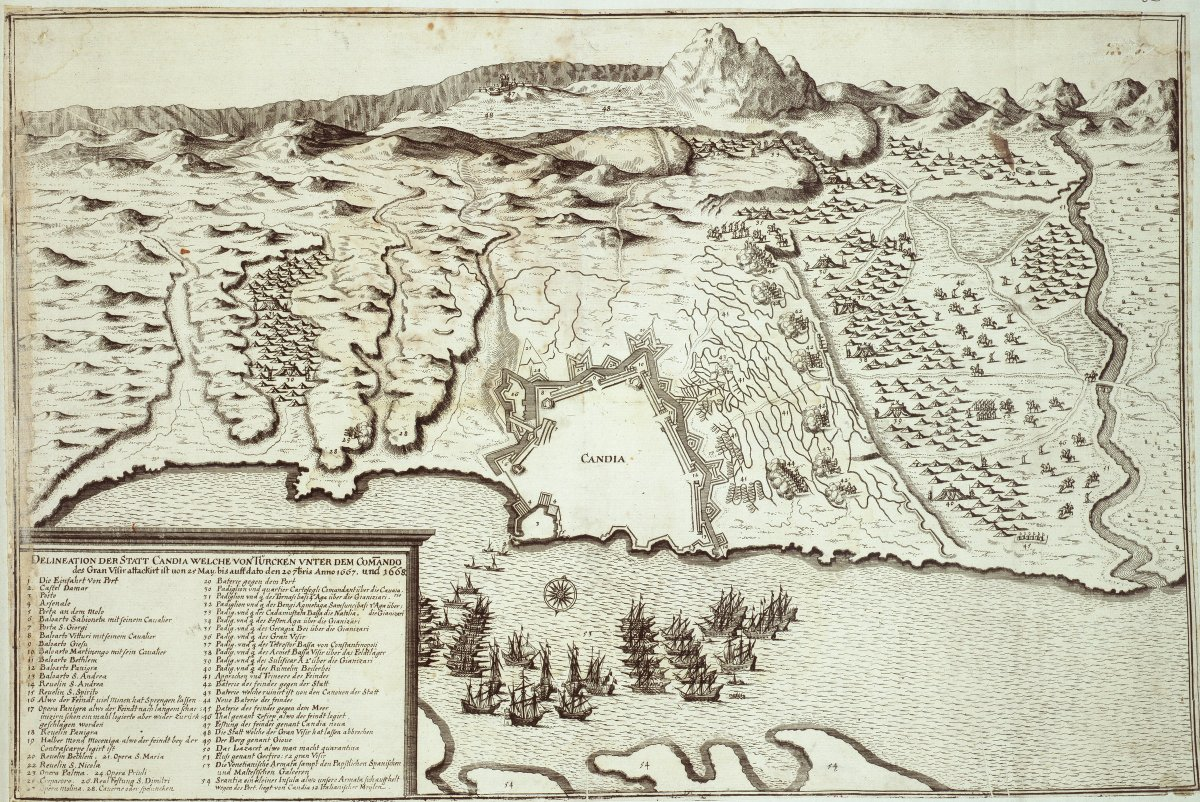
6 septembre : fin du siège de Candie, 1667-1668

- 6 septembre : capitulation de Candie[19]. Après vingt-deux ans de siège, probablement le plus long de toute l'Histoire, qui coûtèrent la vie à 30 000 Crétois et 120 000 Turcs, l'amiral vénitien Francesco Morosini se rend à l'Ottoman Ahmed Koprolu. Fin de la guerre de Candie.
- 23 septembre : fondation de l'Université de Zagreb[20].
- 27 septembre : en application du traité du 6 septembre entre le chef militaire vénitien Morosini et le grand vizir Ahmed Köprülü, la ville de Candie (aujourd'hui Héraklion) passe sous domination de l'Empire ottoman[19] avec toute la Crète, à l'exception des forteresses de Spinalonga (à proximité d'Agios Nikolaos), de Souda (près de La Canée) et de Gramvoússa (au nord-ouest de la Crète et de Kastelli (Kissamou)[21]. C'est la fin de l'empire colonial vénitien.

- 15 octobre : fondation de l'Université d'Innsbruck[22].
- 16 novembre : l’Acte de suprématie affirme l’autorité du roi d'Angleterre sur l’Église écossaise[23].

- Complément de la législation criminelle en Russie : les peines sont adoucies, les pouvoirs attribués aux magistrats élus sont réduits (leurs charges seront supprimées en 1702)[24].

## Naissances en 1669
- 16 janvier : François-Christophe-Antoine de Hohenzollern-Sigmaringen, comte de Hohenzollern-Haigerloch, premier ministre du Prince-Archevêque de Cologne Clément-Auguste de Bavière († 23 janvier 1767).

- 2 février : Louis Marchand, claveciniste et organiste français († 17 février 1732).
- 24 avril : Claude Rabuel, mathématicien français († 1729)

- 17 septembre : Pierre Dulin, peintre français († 28 janvier 1748).

- novembre : Susanna Centlivre, femme de lettres britannique († 1er décembre 1723).
- 8 novembre : Matteo Bonechi, peintre italien († 27 février 1756).

- Date précise inconnue :
  - Giovanni Antonio Capello, peintre baroque italien († 1741).
  - Antonio Filocamo, peintre baroque italien († 1743).
  - Angelo Trevisani, peintre italien de la fin de la période baroque de l'école vénitienne († après 1753).

## Décès en 1669
- 31 janvier : Dirck van der Lisse, peintre et homme politique néerlandais (° 6 août 1607).
- 10 mars : Gilles Boileau, écrivain français (° 22 octobre 1631).
- 3 avril : Noël Quillerier, peintre français (° 1594).
- 4 avril : Johann Michael Moscherosch, satiriste, pédagogue et homme d'État allemand (° 7 mars 1601).
- 5 avril : Lars Wivallius, poète suédois (° 1605).
- 16 mai : Pierre de Cortone, architecte italien (° 1er novembre 1596).
- 22 juin : Claude Roux de Marcilly, homme politique français (° vers 1623).
- 10 août : Paulus Bor, peintre néerlandais (° vers 1601).
- 10 septembre : Henriette-Marie de France, reine consort d'Angleterre (° 25 novembre 1609).
- 28 septembre : Pierre Le Muet, architecte français[25] (° 7 octobre 1591).
- 4 octobre : Rembrandt (Harmenszoon van Rijn), peintre  et graveur hollandais (° 15 juillet 1606).
- 18 octobre : Abraham Willaerts, peintre de marine néerlandais (° vers 1603).
- 1er novembre : Martinus Saagmolen, peintre d'histoire néerlandais (° vers 1620).
- 9 décembre : Clément IX, pape (° janvier 1600).
- Date précise inconnue :
  - Francesco Bernardino Ferrari, érudit, historien et liturgiste italien (° 1577).
  - Juan Antonio de Frías y Escalante, peintre espagnol (° 1633).
  - Gillis Gillisz. de Bergh, peintre néerlandais (° vers 1600).